# Весёлая Балка (Татарбунарский район)
Весёлая Балка (укр. Весела Балка) — село, относится к Татарбунарскому району Одесской области Украины.
Население по переписи 2001 года составляло 237 человек. Почтовый индекс — 68160. Телефонный код — 4844. Занимает площадь 0,55 км². Код КОАТУУ — 5125085607.

## Местный совет
68160, Одесская обл., Татарбунарский р-н, с. Тузлы, ул. Завгороднего, 29